# Nová Ves u Bakova
Nová Ves u Bakova település Csehországban, a Mladá Boleslav-i járásban. Nová Ves u Bakova Bakov nad Jizerou, Bílá Hlína és Ptýrov településekkel határos. Lakosainak száma 306 fő (2024. január 1.).

## Népesség
A település lakosságának változását az alábbi diagram mutatja:
| Lakosok száma | 273  | 330  | 435  | 346  | 298  | 236  | 283  | 289  | 293  | 306  |
|               | 1869 | 1890 | 1921 | 1950 | 1980 | 2001 | 2017 | 2019 | 2022 | 2024 |